# 겔 전기영동
겔 전기영동(영어: gel electrophoresis)은 겔 메트릭스에 전류를 흘려보내 DNA, RNA, 단백질 등을 분리하는 실험 방법이다.

## 개요

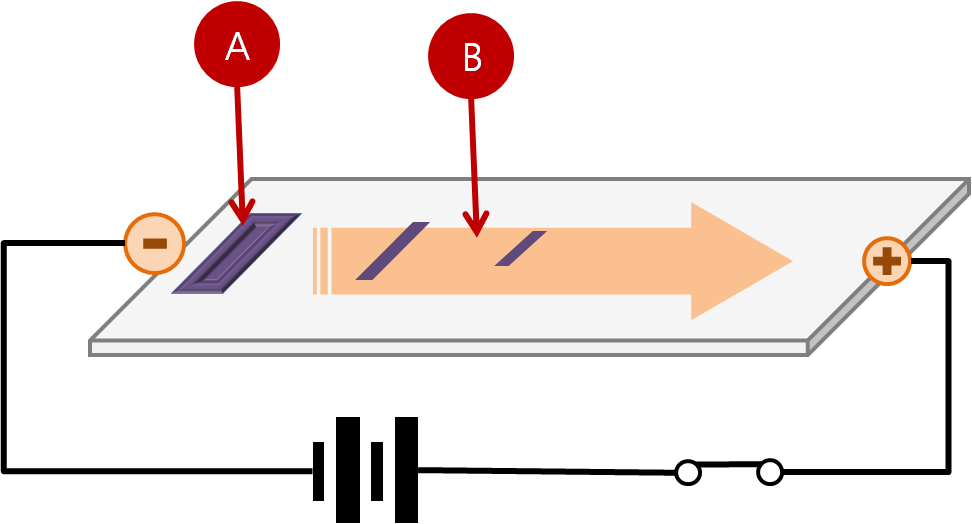
겔 전기 영동 장치의 원리

왼쪽 그림과 같이 한천으로 된 겔에 시료를 넣고 전류를 흘려보낸다. 수소 이온 농도가 중성일 때 DNA는 인산기 때문에 음전하를 띄므로 DNA는 양극쪽으로 끌려가게 된다. 이 때 DNA가 통과하는 겔은 다공성 물질이기 때문에 일종의 체로써 작용하여 작은 DNA 절편이 더 빨리 끌려가게 된다. 따라서 적당한 시간동안 전류를 흘려보내면 DNA 절편은 크기에 따라 분리된다.

## 원리
전기영동은 크기에 따라 분자를 분류할 수 있는 과정이다. 전기장을 사용하여 분자(예: DNA)가 아가로스 또는 폴리아크릴아마이드로 만들어진 겔을 통해 이동하도록 만들 수 있다. 전기장은 분자를 젤을 통해 밀어내는 한쪽 끝의 음전하와 젤을 통해 분자를 당기는 다른 쪽 끝의 양전하로 구성된다. 분류되는 분자는 겔 재료의 웰에 분배된다. 젤을 전기 영동 챔버에 넣은 다음 전원에 연결한다. 전기장이 가해지면 더 큰 분자는 젤을 통해 더 천천히 이동하고 더 작은 분자는 더 빠르게 이동한다. 크기가 다른 분자는 겔에서 별개의 밴드를 형성한다.
이 경우 겔은 표적 분자를 포함하고 분리하는 데 사용되는 매트릭스를 나타낸다. 대부분의 경우 젤은 분석 대상의 비중과 조성에 따라 조성과 다공성이 선택되는 가교 중합체이다. 단백질 또는 작은 핵산(DNA, RNA 또는 올리고뉴클레오티드)을 분리할 때 젤은 일반적으로 다양한 농도의 아크릴아마이드와 가교제로 구성되어 다양한 크기의 폴리아크릴아마이드 메쉬 네트워크를 생성한다. 더 큰 핵산(수백 염기 이상)을 분리할 때 선호되는 매트릭스는 정제된 아가로스이다. 두 경우 모두 겔은 단단하지만 다공성인 매트릭스를 형성한다. 폴리아크릴아마이드와 달리 아크릴아마이드는 신경독이며 중독을 피하기 위해 적절한 안전 예방책을 사용하여 취급해야 한다. 아가로스는 가교가 없는 비하전 탄수화물의 긴 비분지 사슬로 구성되어 있어 거대분자와 거대분자 복합체를 분리할 수 있는 큰 구멍이 있는 겔을 생성한다.

### 전기 영동
전기영동은 겔 매트릭스를 통해 분자를 이동시키는 데 사용되는 기전력(EMF)을 나타낸다. 분자를 겔의 우물에 넣고 전기장을 가하면 분자는 모든 종의 전하 대 질량 비율(Z)이 균일할 때 질량에 의해 결정되는 다른 속도로 매트릭스를 통해 이동할 것이다. 그러나 전하가 모두 균일하지 않은 경우 전기영동 절차에 의해 생성된 전기장은 전하에 따라 분자가 차등적으로 이동하게 한다. 순 양으로 하전된 종은 음으로 하전된 음극으로 이동하는 반면(이것은 갈바니 전지가 아닌 전해 전지이기 때문에), 순 음으로 하전된 종은 양으로 하전된 양극으로 이동한다. 질량은 이러한 불균일하게 하전된 분자가 매트릭스를 통해 각각의 전극으로 이동하는 속도의 한 요인으로 남아 있다.
여러 샘플이 겔의 인접한 웰에 로드된 경우 개별 레인에서 병렬로 실행된다. 서로 다른 분자의 수에 따라 각 레인은 구성 요소당 하나의 밴드인 하나 이상의 별개의 밴드로 원래 혼합물에서 구성 요소의 분리를 보여준다. 구성 요소의 불완전한 분리는 중복된 밴드 또는 여러 미해결 구성 요소를 나타내는 구별할 수 없는 얼룩으로 이어질 수 있다. 상단에서 동일한 거리에 있는 다른 레인의 밴드에는 동일한 속도로 젤을 통과한 분자가 포함되어 있다. 일반적으로 크기가 거의 같다는 것을 의미한다. 알려진 크기의 분자 혼합물을 포함하는 분자량 크기 마커를 사용할 수 있다. 이러한 마커가 미지의 샘플과 평행한 겔의 한 레인에서 실행된 경우 관찰된 밴드를 미지의 밴드와 비교하여 크기를 결정할 수 있다. 밴드가 이동하는 거리는 분자 크기의 로그에 대략 반비례한다.
전기영동 기술에는 한계가 있다. 겔에 전류를 흐르게 하면 가열되기 때문에 전기영동 중에 겔이 녹을 수 있다. 전기영동은 전기장으로 인한 pH 변화를 줄이기 위해 완충 용액에서 수행되는데, 이는 DNA와 RNA의 전하가 pH에 의존하기 때문에 중요하지만 너무 오래 실행하면 용액의 완충 용량이 소진될 수 있다. 또한 SDS-PAGE로 분자량을 결정하는 데에는 한계가 있으며, 특히 알려지지 않은 단백질의 MW를 찾으려고 할 때 그렇다. 특정 생물학적 변수는 최소화하기 어렵거나 불가능하며 전기영동 이동에 영향을 미칠 수 있다. 이러한 요인에는 단백질 구조, 번역 후 변형 및 아미노산 조성이 포함된다. 예를 들어, 트로포미오신은 SDS-PAGE 젤에서 비정상적으로 이동하는 산성 단백질이다. 이는 산성 잔류물이 음전하를 띤 SDS에 의해 반발되어 부정확한 질량 대 전하 비율과 이동을 초래하기 때문이다. 또한, 유전 물질의 다른 준비는 형태학적 또는 기타 이유로 서로 일관되게 이동하지 않을 수 있다.

## 과정

### 버퍼
전기영동시 완충용액이라고도 불리는 버퍼를 사용하며, 이 버퍼는 일반적으로 검출하고자 하는 물질과 결합하여 끌고가는 성분(주로 Tris)과, 그 성분의 중화를 위한 완충용액(주로 EDTA)으로 구성되어 있다.
TBE 버퍼가 TAE 버퍼보다 겔에서의 해상력이 좋다. 그래서 TAE 버퍼는 DNA 분자량이 큰 아가로스 겔 전기영동에서 주로 사용되고 TBE는 DNA 분자량이 작은 경우에 쓰이며 주로 DNA 시퀀싱을 할 때 사용한다.

### 시각화
전기영동이 완료된 후 겔의 분자를 염색하여 볼 수 있도록 할 수 있다. DNA는 브로민화 에티듐을 사용하여 시각화할 수 있으며, 이는 DNA에 삽입될 때 자외선 아래에서 형광을 발하며 단백질은 은색 염색 또는 쿠마시 브라이트 블루 염료를 사용하여 시각화할 수 있다. 다른 방법을 사용하여 겔에서 혼합물 성분의 분리를 시각화할 수도 있다. 분리할 분자에 방사능이 포함되어 있는 경우(예: DNA 시퀀싱 겔) 겔에 대한 자가방사선 사진을 기록할 수 있다. 종종 겔 독 시스템을 사용하여 젤 사진을 찍을 수 있다.

### 하부 프로세싱
분리 후 등전점 전기영동 또는 SDS-PAGE와 같은 추가 분리 방법을 사용할 수 있다. 그런 다음 젤을 물리적으로 절단하고 각 부분에서 개별적으로 단백질 복합체를 추출한다. 각 추출물은 겔 내 분해 후 펩타이드 질량 지문 또는 새로운 펩타이드 시퀀싱과 같이 분석될 수 있다. 이것은 복합체에서 단백질의 정체성에 대한 많은 정보를 제공할 수 있다.

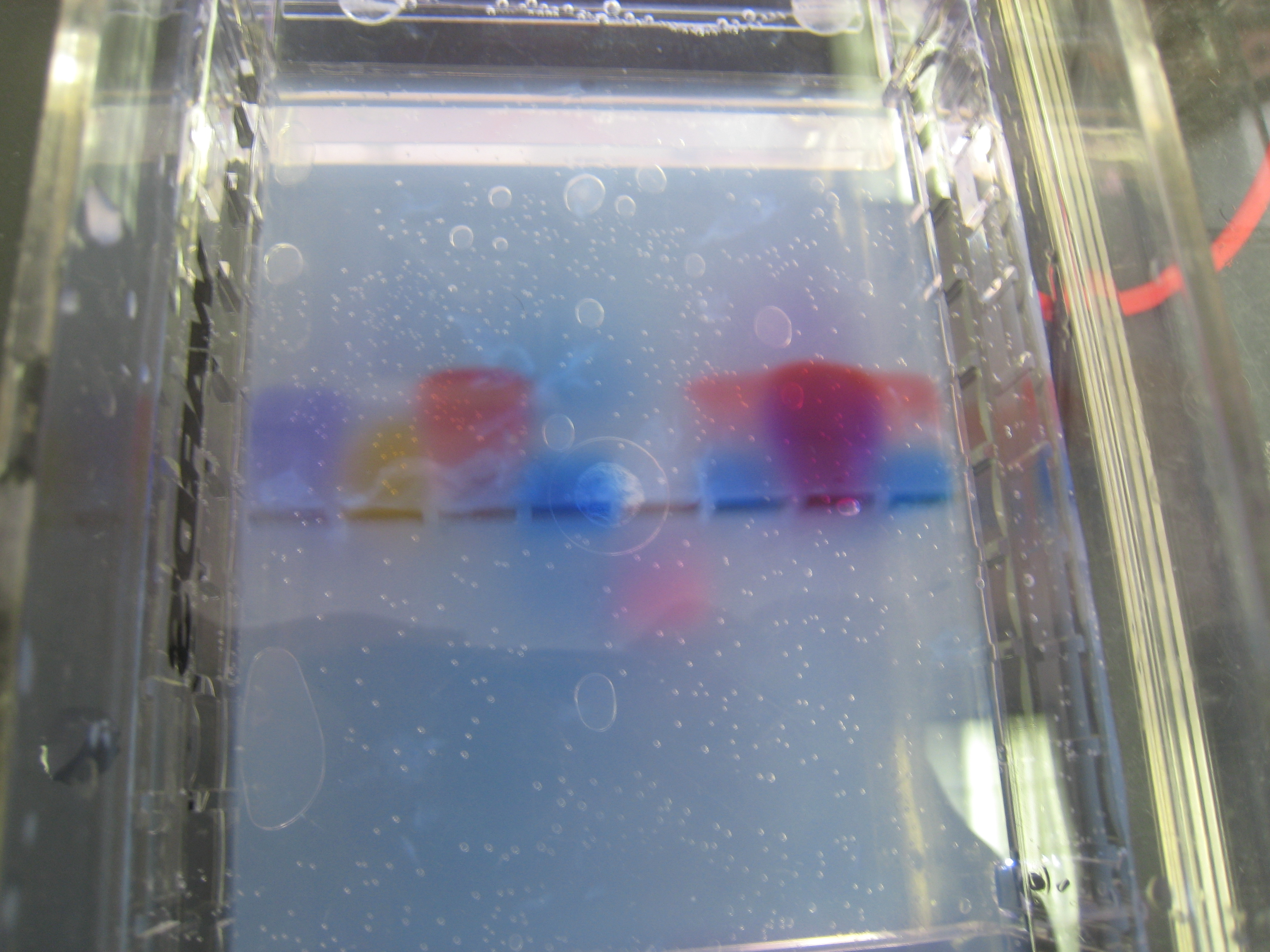
시료를 분리하는 모습
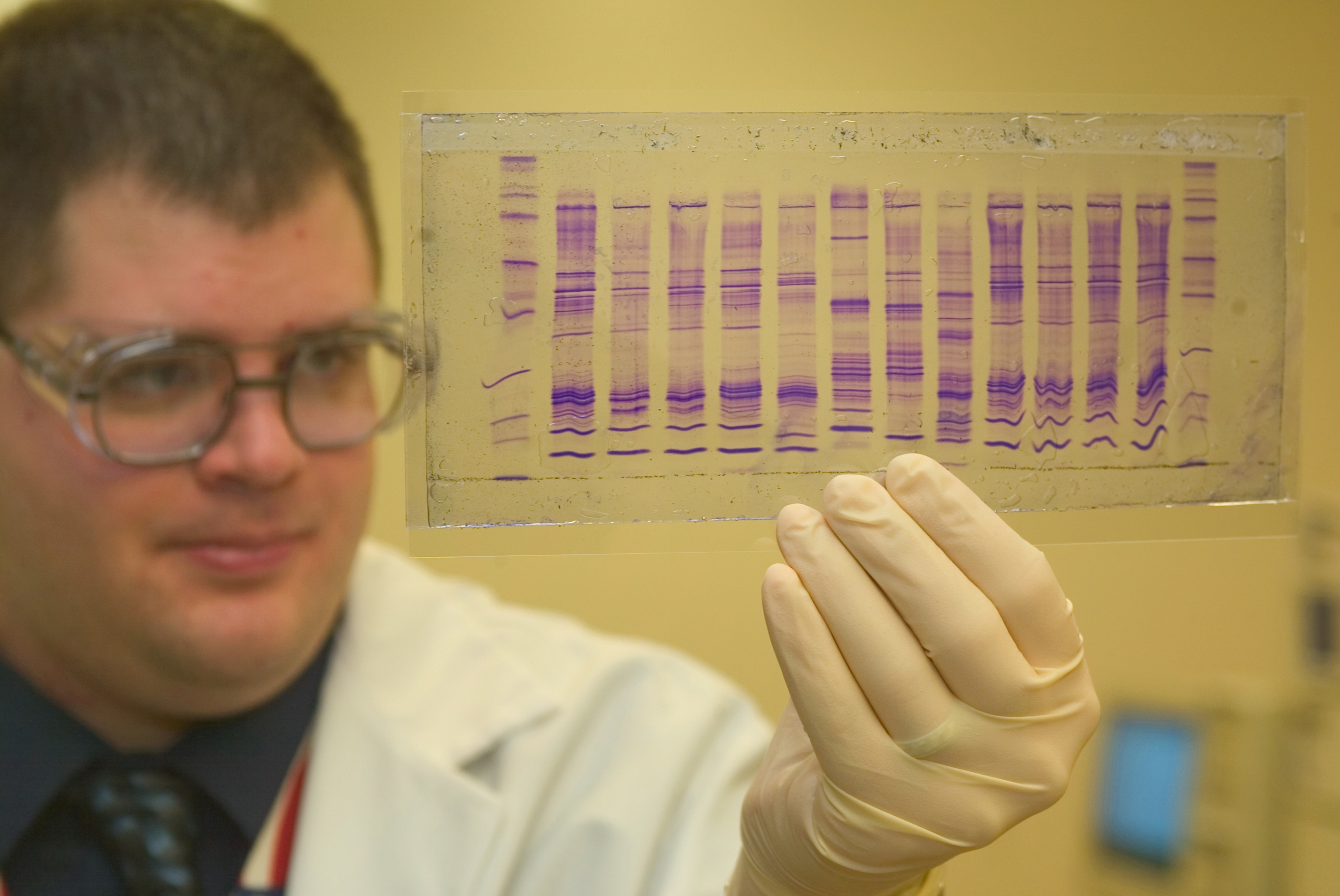
분리된 시료
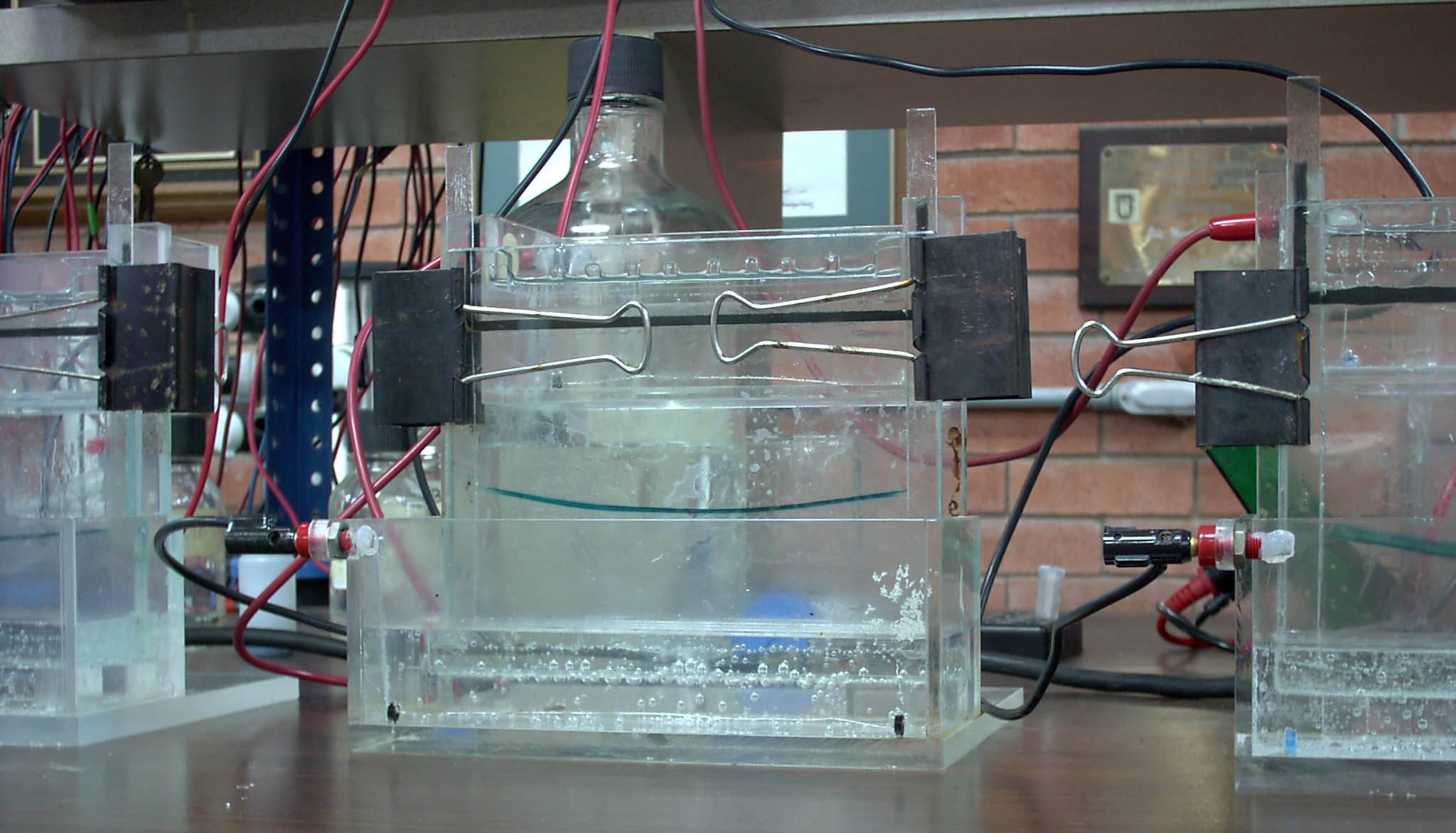
실험용 장치
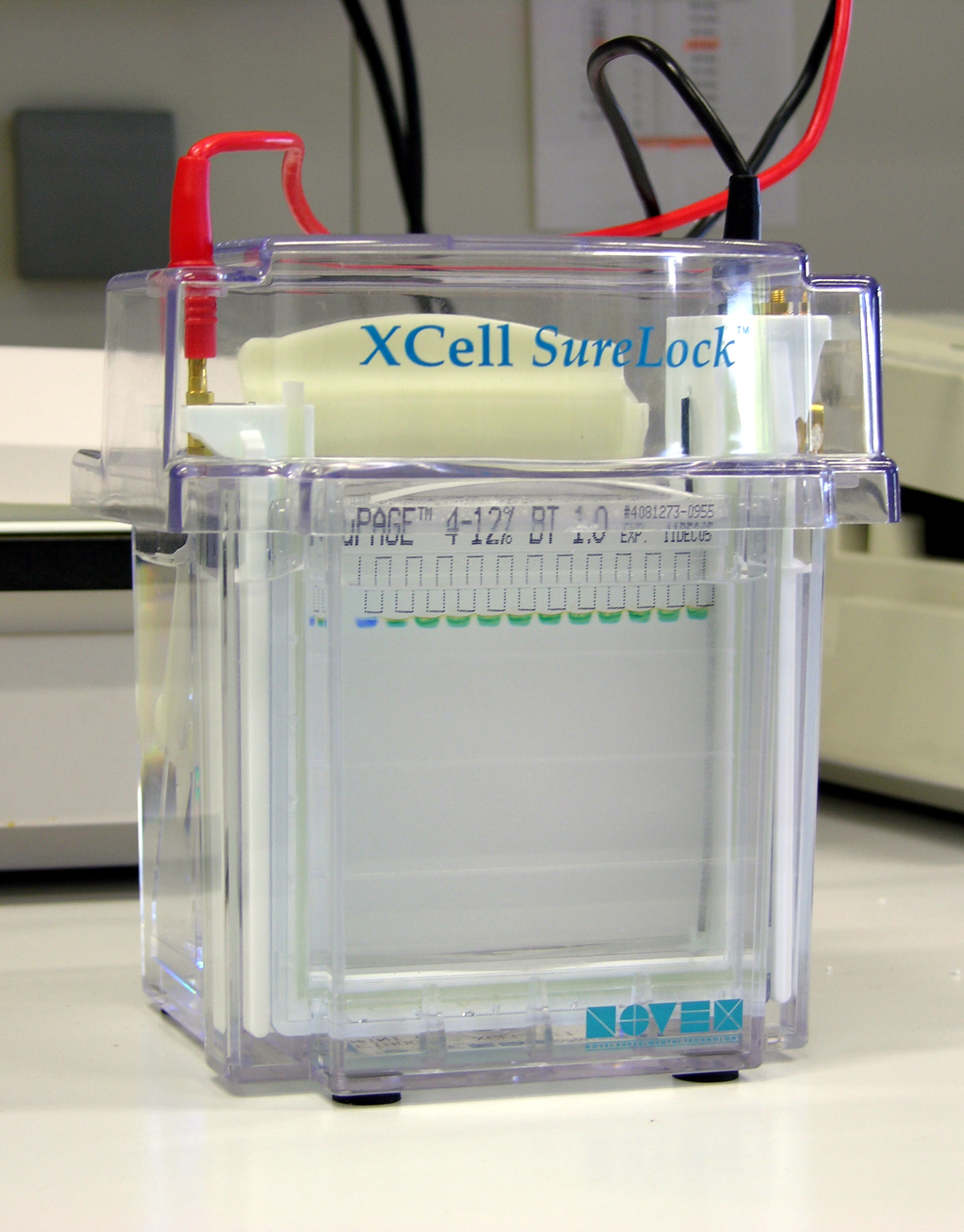
현대의 겔 전기 영동법 장비

## 겔의 종류

### 아가로스
아가로스 겔은 해조류에서 추출한 천연 다당류 중합체로 만들어진다. 아가로스 겔은 겔 세팅이 화학적 변화가 아니라 물리적이기 때문에 다른 매트릭스에 비해 쉽게 주조되고 취급된다. 샘플도 쉽게 회수할 수 있다. 실험이 끝나면 생성된 젤을 비닐 봉지에 담아 냉장고에 보관할 수 있다.
아가로스 겔은 구멍 크기가 균일하지 않지만 200kDa보다 큰 단백질의 전기영동에 최적이다. 아가로스 겔 전기영동은 또한 50개 염기쌍에서 수 메가베이스(수백만 염기)에 이르는 DNA 단편의 분리에 사용할 수 있으며, 그 중 가장 큰 것은 특수 장치가 필요하다. 길이가 다른 DNA 밴드 사이의 거리는 겔의 아가로스 백분율에 의해 영향을 받으며 백분율이 높을수록 더 긴 실행 시간, 때로는 며칠이 필요하다. 대신 높은 비율의 아가로스 겔을 펄스 전기장 전기영동(PFE) 또는 전기장 반전 전기영동으로 실행해야 한다.
대부분의 아가로스 겔은 전기영동 완충액에 용해된 0.7%(큰 5-10kb DNA 단편의 우수한 분리 또는 분해능)와 2%(작은 0.2-1kb 단편의 우수한 분해능) 사이의 아가로스로 만들어진다. 최대 3%까지 사용할 수 있다. 매우 작은 조각을 분리하지만 이 경우 수직 폴리아크릴아마이드 젤이 더 적합하다. 낮은 비율의 젤은 매우 약하고 들어 올리려고 할 때 부서질 수 있다. 높은 비율의 젤은 종종 부서지기 쉽고 고르게 설정되지 않는다. 그래서 1% 젤이 일반적으로 많이 사용된다.

### 폴리아크릴아마이드
폴리아크릴아마이드 겔 전기영동(PAGE)은 폴리아크릴아마이드 겔이 제공하는 균일한 기공 크기로 인해 5~2,000 kDa 크기 범위의 단백질을 분리하는 데 사용된다. 겔 생성에 사용되는 아크릴아마이드 및 비스-아크릴아마이드 분말의 농도를 조절하여 크기를 제어한다. 아크릴아마이드는 액체 및 분말 형태의 강력한 신경독이므로 이러한 유형의 젤을 만들 때는 주의해야 한다.
맥삼 길버트법 또는 생어법과 같은 전통적인 DNA 시퀀싱 기술은 폴리아크릴아마이드 겔을 사용하여 길이가 단일 염기쌍으로 다른 DNA 단편을 분리하여 서열을 읽을 수 있었다. 오늘날 대부분의 현대 DNA 분리 방법은 특히 작은 DNA 단편을 제외하고는 아가로스 겔을 사용한다. 현재 면역학 및 단백질 분석 분야에서 가장 많이 사용되며, 서로 다른 단백질 또는 동일한 단백질의 동형을 별도의 밴드로 분리하는 데 자주 사용된다. 이들은 웨스턴 블롯에서와 같이 항체 및 해당 마커로 프로브될 나이트로셀룰로스 또는 PVDF 멤브레인으로 옮겨질 수 있다.
일반적으로 분해 젤은 6%, 8%, 10%, 12% 또는 15%로 만들어진다. 스태킹 젤(5%)을 분해 젤 위에 붓고 젤 빗(웰을 형성하고 단백질, 샘플 버퍼 및 사다리가 배치될 레인을 정의함)을 삽입한다. 선택한 백분율은 샘플에서 식별하거나 프로브하려는 단백질의 크기에 따라 다르다. 알려진 가중치가 작을수록 사용해야 하는 백분율이 높아진다. 겔의 완충 시스템의 변화는 매우 작은 크기의 단백질을 추가로 분해하는 데 도움이 될 수 있다.

### 녹말
부분적으로 가수분해된 감자 전분은 단백질 전기영동을 위한 또 다른 무독성 배지를 만든다. 젤은 아크릴아마이드나 아가로스보다 약간 더 불투명한다. 변성되지 않은 단백질은 전하와 크기에 따라 분리될 수 있다. 나프탈 블랙 또는 아미도 블랙 염색을 사용하여 시각화한다. 전형적인 전분 겔 농도는 5%에서 10%이다.

## 같이 보기
- 전기영동
- 아가로스
- 폴리아크릴아마이드 겔 전기영동
- 변성 구배 젤 전기영동